# Кучава (село)
Ку́чава (укр. Кучава) — село в Верхнекоропецкой сельской общине Мукачевского района Закарпатской области Украины.
Население по переписи 2001 года составляло 293 человека. Почтовый индекс — 89661. Телефонный код — 3131. Занимает площадь 0,736 км². Код КОАТУУ — 2122781605.

## История
В 1946 году указом ПВС УССР село Немецкая Кучава переименовано в Кучаву.